# Flygplatsnämnden
Flygplatsnämnden var en statlig svensk myndighet med uppdrag att pröva de ärenden som ankom på nämnden enligt lagen om marktjänster på flygplatser och förordningen om marktjänster på flygplatser. Nämnden var placerad i Stockholm och fick administrativt stöd av Luftfartsverket.
Myndigheten bildades enligt lagen (2000:150) den 1 maj 2000 och upphörde den 31 december 2004. Flygplatsnämnden sammanlades med Luftfartsinspektionen till den nya myndigheten Luftfartsstyrelsen den 1 januari 2005.
Luftfartsstyrelsens verksamhetsområde sammanlades senare med Järnvägsstyrelsen, Vägtrafikinspektionen, Sjöfartsinspektionen, Trafikregistret och Stängselnämnden till den nya myndigheten Transportstyrelsen den 1 januari 2009.

## Källhänvisningar
1. ↑  ”Flygplatsnämnden”. Budgetpropositionen för 2005 UTGIFTSOMRÅDE 22. Sveriges Riksdag. sid. 89. https://www.riksdagen.se/sv/dokument-och-lagar/dokument/proposition/budgetpropositionen-for-2005-utgiftsomrade-22-_GS031d24/html/. Läst 31 december 2014.